# Time Robber
A Time Robber az Omega 7: Időrabló című albumának angol nyelvű változata. A magyar lemezhez képest teljesen külön vették fel, így hangzásában, hangszerelésében helyenként eltér. Világszerte 1,5 millió példányban adták el, ezzel minden idők legsikeresebb magyar előadó által készített lemeze. Az NSZK-ban aranylemez lett.

## Kiadásai
- 1976 LP
- 1987 CD
- 1994 Highlights – CD-box
- 2002 Időrabló – Time Robber – a magyar albummal közös felújított kiadás, az Antológia vol. 3. 1975-1980 – Space-rock albumok CD-box részeként és önállóan is megjelent.
- 2015 Decades – The Spacey Seventies lemezre egy kivétellel – An Accountant's Dream – felkerültek az album dalai.

## Dalok
1. Time Robber (Időrabló)
  1. House of Cards, Part 1 (Napot, hoztam csillagot)
  2. Time Robber (Időrabló)
  3. House of Cards, Part 2 (Ablakok)
2. Invitation (Névtelen utazó)
3. Don't Keep Me Waiting (Nélküled)
4. An Accountant's Dream (A könyvelő álma)
5. Late Night Show (Éjféli koncert)

Zeneszerző: Omega
Szövegíró: Sülyi Péter

## Dalszövegek
Molnár György több helyen is mesélt róla, hogy a lemez dalszövegeit egy egyetemista lány írta a barátjával. Ugyanerről beszélt Sülyi Péter is, később egy interjúban megnevezte a hölgyet is: Borsovszky Éva. Később Borsovszky Éva is megszólalt, aki elmondta, hogy rajta kívül Iván Zoltán és Sülyi Péter írták a szövegeket, a végső lektorálást pedig az ír származású, angol anyanyelvű Peter Francis Doherty végezte. A szövegek elkészültével választhattak, hogy az eladások után egy bizonyos százalékkal részesülhetnek az eladásokból, vagy pedig egy fix összeget (8000 Ft) kapnak a munkájukért. Végül ez utóbbi mellett döntöttek, ezért jogi megfontolásból nem került fel a nevük a borítóra, csak Sülyi Péteré. 

## Az együttes tagjai
- Benkő László – billentyűs hangszerek
- Debreczeni Ferenc – dob, ütőhangszerek
- Kóbor János – ének, vokál
- Mihály Tamás – basszusgitár
- Molnár György – gitár
- Házy Erzsébet és Várszegi Éva – vokál (Late Night Show)